# Abington (Massachusetts)
Abington é uma cidade  localizada no estado americano de Massachusetts, no Condado de Plymouth.

## Demografia
Segundo o censo americano de 2000, a sua população era de 14.605 habitantes.

## Geografia
De acordo com o United States Census Bureau tem uma área de 
26,3 km², dos quais 25,7 km² cobertos por terra e 0,6 km² cobertos por água.

## Localidades na vizinhança
O diagrama seguinte representa as localidades num raio de 12 km ao redor de Abington. 